# Amsacta rubricostata
Amsacta rubricostata là một loài bướm đêm thuộc phân họ Arctiinae, họ Erebidae.